# 阿蘭·戴爾
阿蘭·戴爾（Alan Hugh Dale，1947年5月6日—）是紐西蘭的一位演員。他從小就對表演和體育有興趣，曾經是一位橄欖球運動員。在27歲時他成為職業演員。他曾在澳大利亞肥皂劇家有芳鄰中飾演Jim Robinson角色。他還出演過橘郡風雲、醜女貝蒂等眾多美國電視劇。